# Einar Rothman
Einar Rothman (* 3. Januar 1888 in Varberg; † 3. September 1952 in Göteborg) war ein schwedischer Geher.
Bei den Olympischen Spielen 1908 in London wurde er Siebter im 3500-Meter-Gehen und schied im 10-Meilen-Gehen in der Vorrunde aus.